# Helmut Otto (Mediziner)
Gustav Matthieu Helmut Otto (* 15. März 1892 in Antwerpen; † 23. Juni 1974 in Waldbröl) war ein deutscher Mediziner und Jurist. Er bekleidete das Amt des Oberbürgermeisters von Solingen und Düsseldorf.

## Leben
Otto besuchte die Allgemeine Schule in Antwerpen. Nachdem er seine Schullaufbahn am Realgymnasium beendet hatte, absolvierte er ab 1910 ein Studium der Agrarwissenschaften an den Universitäten Halle, Berlin, Leipzig und Bonn. Danach begann er ein Studium der Medizin. Von 1915 bis 1918 nahm er am Ersten Weltkrieg als Soldat teil. Danach gehörte Otto bis 1921 einem Freikorps an. Im Mai 1920 promovierte Otto zum Dr. med. Von Anfang Januar 1921 bis zum April 1922 war Otto Assistenzarzt und anschließend bis 1933 als Allgemeinmediziner in Solingen tätig. Seine Prüfung zum Diplom-Landwirt legte er 1933 ab. Danach studierte er Staats- und Rechtswissenschaft an den Universitäten Leipzig und Bonn. Im Dezember 1935 promovierte er in Rechtswissenschaften zum Dr. jur.
Zum 1. Februar 1931 trat er der NSDAP bei (Mitgliedsnummer 456.248) und wurde Arzt bei der SA. Noch 1931 wechselte Otto von der SA zur SS, der er bis 1938 angehörte. Bereits Anfang Dezember 1932 stieg er zum Kreisleiter von Solingen auf und wirkte als Gauredner. Otto führte 1933 die NSDAP-Fraktion der Solinger Stadtverordneten. Ab März 1933 gehörte er dem Rheinischen Provinziallandtag an. Am 3. April 1933 wurde Otto Oberbürgermeister von Solingen. Am 8. September 1937 wurde er (kommissarisch) zum Oberbürgermeister von Düsseldorf ernannt. 1939 trat er eine längere Wehrübung an und kehrte nicht mehr in sein Amt zurück.
Nach dem deutschen Überfall auf Polen wurde Otto im deutsch besetzten Polen Reichskommissar für Warschau. Von Mitte Juni 1940 bis 1944 war Otto Leitender Sanitätsarzt der Wehrmacht in Brüssel und danach bis Anfang Mai 1945 in Hamburg Oberstabsarzt.
Nach Kriegsende kam Otto in alliierte Internierung und wurde von dort im Oktober 1946 nach Polen überstellt. Im März 1948 wurde Otto wieder nach Deutschland überführt. Im Juli 1948 wurde Otto als Minderbelasteter entnazifiziert. Dieses Urteil hatte auch nach einer Berufungsverhandlung zwei Jahre später Bestand.